# The Alto Knights
The Alto Knights är en amerikansk historisk och biografisk dramafilm som hade premiär den 21 mars 2025. Filmen är regisserad av Barry Levinson efter ett manus skrivet av Nicholas Pileggi.

## Handling
Filmen utspelar sig i USA under 1950-talet och handlar om de två rivaliserade maffiabossarna Vito Genovese och Frank Costello. Efter att Costello överlevt ett mordförsök beställt av Genovese bestämmer han sig för att lämna gangsterlivet.

## Rollista (i urval)
- Robert De Niro – Vito Genovese och Frank Costello
- Debra Messing – Bobbie Costello
- Cosmo Jarvis – Vincent Gigante
- Kathrine Narducci – Anna Genovese
- Michael Rispoli
- Ed Amatrudo
- James Ciccone
- Wallace Langham
- Belmont Cameli